# Schwindegg
Schwindegg ist eine ländliche Gemeinde im oberbayerischen Landkreis Mühldorf am Inn. Sie liegt im Tal der Isen. Das Schloss Schwindegg in der Ortsmitte des Hauptortes prägt das Ortsbild.

## Geographie

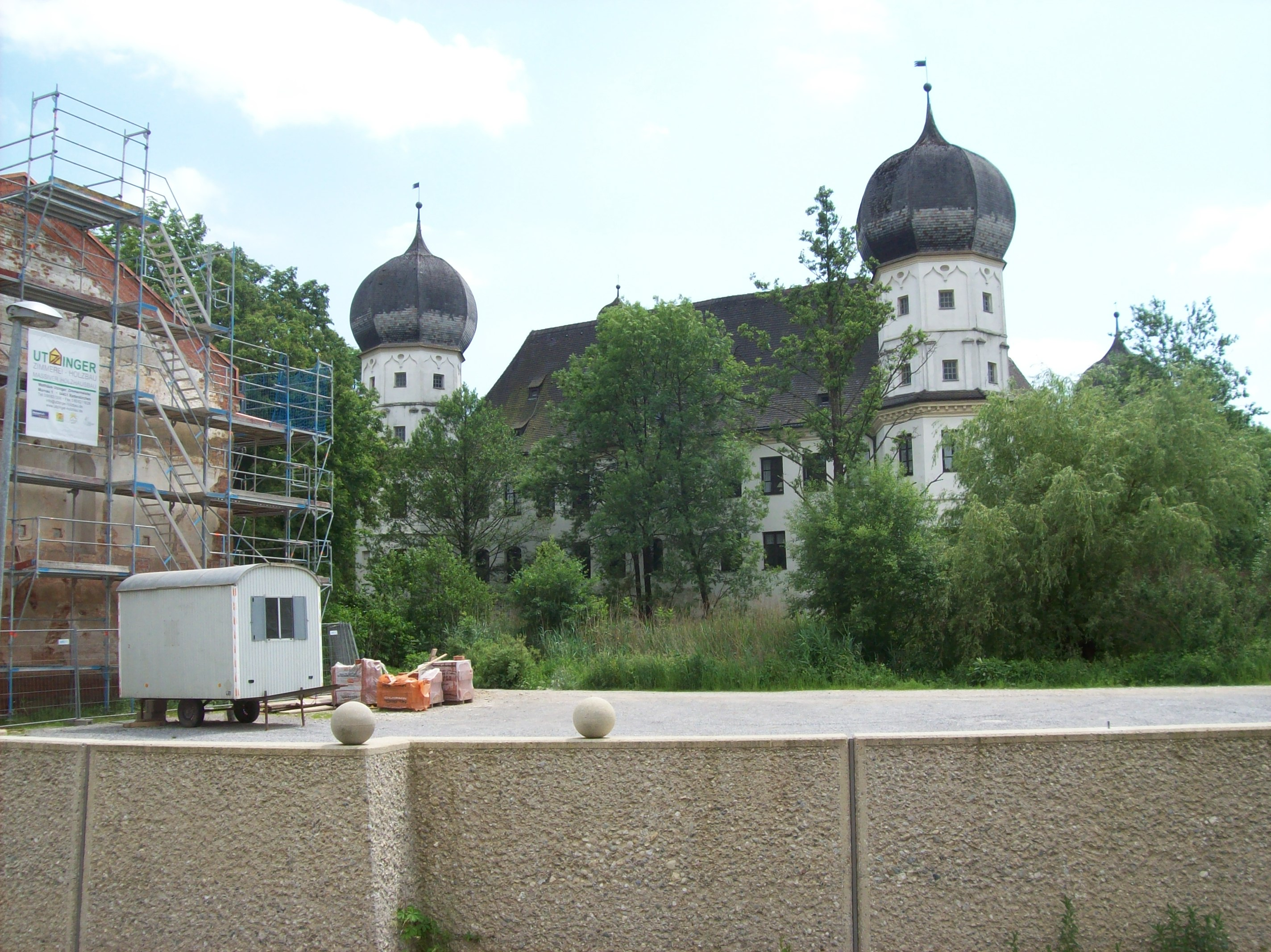
Schloss Schwindegg und ehemalige Schlossgaststätte (links vorne, Umbau zum Bürgerhaus)

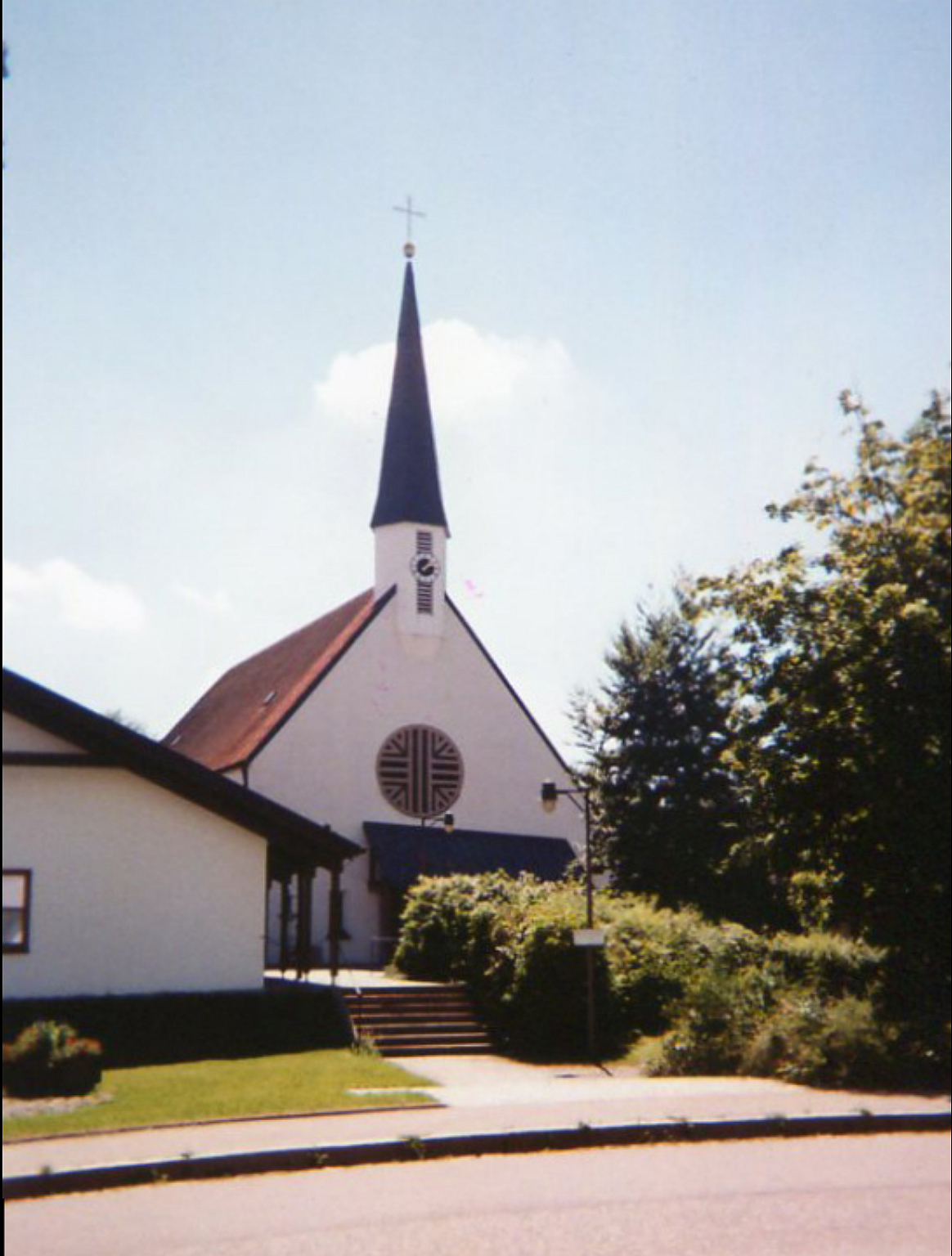
Die Pfarrkirche von Norden

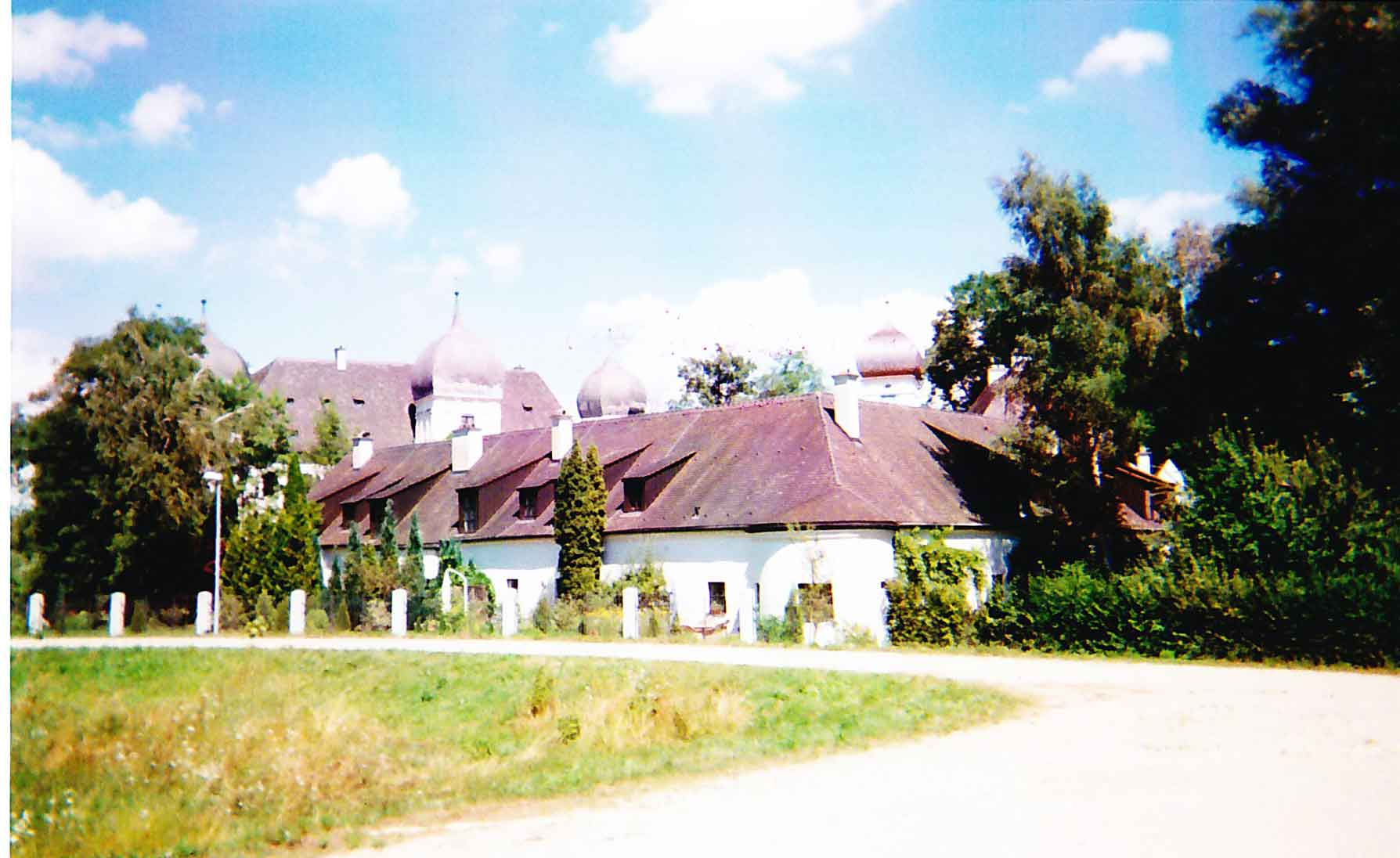
Das Schloss von Südwesten

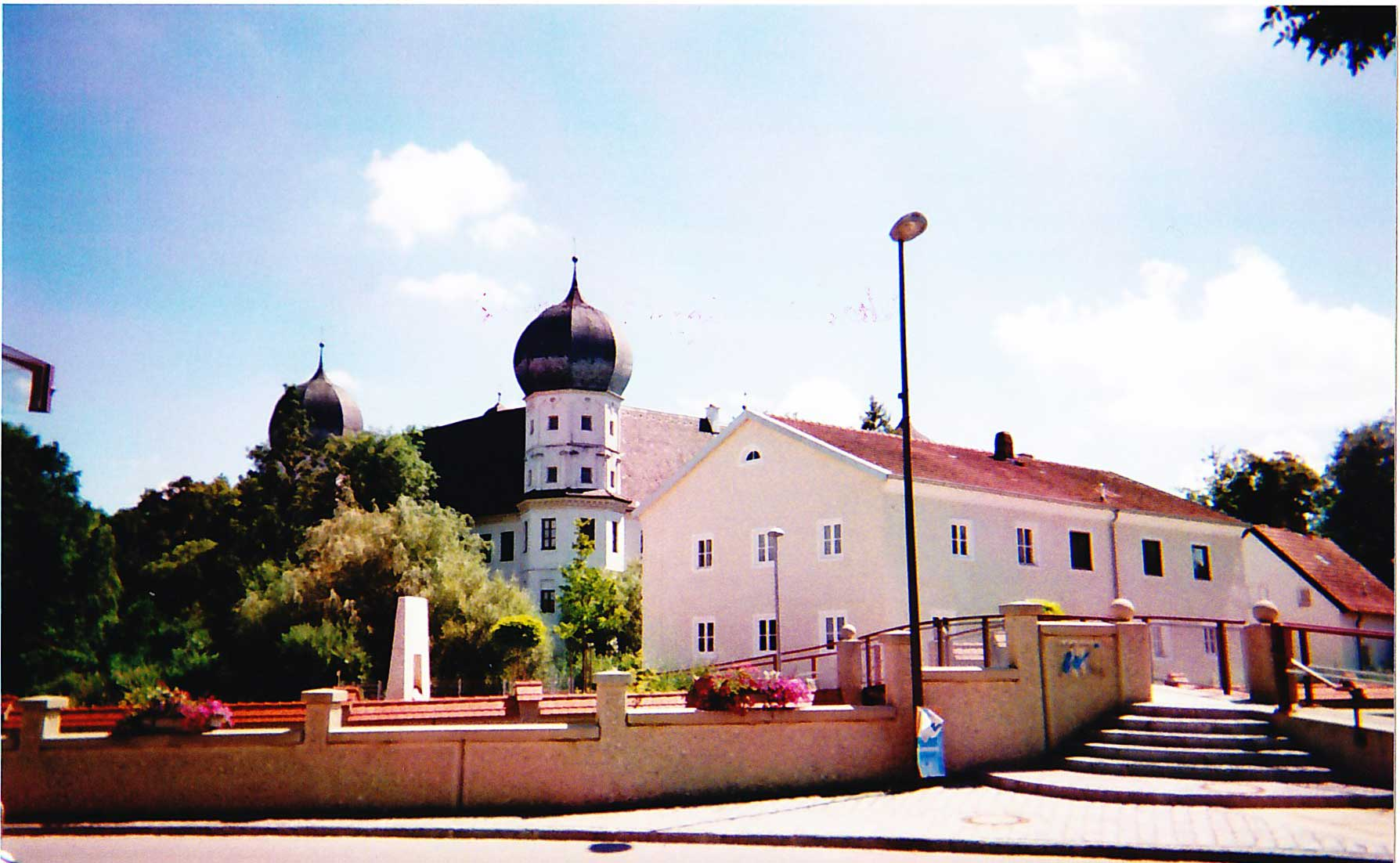
Das Schloss von Nordwesten

### Geographische Lage
Die Gemeinde liegt in der Region Südostoberbayern im Tal der Isen (mit Einmündung der Goldach) und grenzt im Westen an den Landkreis Erding. Schwindegg befindet sich etwa 60 km östlich der Landeshauptstadt München, 10 km östlich von Dorfen, 22 km westlich von Mühldorf, 17 km nördlich von Haag und 43 km vom Flughafen München entfernt. Die Ortschaft verfügt über einen Bahnhof an der Bahnstrecke München–Simbach.

### Gemeindegliederung
Es gibt 52 Gemeindeteile:
- Aichmehring
- Allersheim
- Angering
- Au
- Au bei Wörth
- Austraß
- Berg
- Bichl
- Bruck
- Edmühle
- Endsberg
- Erb
- Fischmühle
- Forn
- Fürfang
- Grapolding
- Grimmelbach
- Grub
- Gumpenbau
- Hassenham
- Hof
- Hofmühle
- Isen
- Kothbach
- Kothingdorfen
- Kurzmühle
- Loinbruck
- Marketsmühle
- Mitterhub
- Mooshäusl
- Moosmühle
- Niederloh
- Oberhub
- Petzenham
- Pointvogl
- Reibersdorf
- Reith
- Rimbach
- Rohrmühle
- Rottenbuch
- Schafdorn
- Schiederberg
- Schönbach
- Schwindach
- Schwindegg
- Spanbruck
- Stetten
- Viehweid
- Wagmühle
- Walkersaich
- Wörth
- Zurmühle

### Nachbargemeinden
- Ampfing
- Dorfen
- Buchbach
- Obertaufkirchen
- Rattenkirchen

## Geschichte

### Bis zur Gemeindegründung
Schwindegg wurde erstmals 1389 urkundlich erwähnt, einige Gemeindeteile (Walkersaich, Reibersdorf) aber bereits im neunten Jahrhundert. Schwindegg war eigenständige Hofmark und gehörte später zum Rentamt Landshut und zum Landgericht Neumarkt an der Rott des Kurfürstentums Bayern.
Bereits im 14. Jahrhundert gab es in Schwindegg einen Herrschaftssitz, der später zu einem mächtigen Wasserschloss mit Schlossensemble ausgebaut wurde. Im Jahr 1394 wurden die Herren von Fraunhofen Eigentümer, eine bayerische Adelsfamilie mit Stammsitzen in Alt- und Neufraunhofen im Landkreis Landshut. In ihrem Besitz blieb Schwindegg über 100 Jahre lang. Jakob I. von Fraunhofen war der letzte männliche Vertreter seiner Familie auf Schwindegg. Über seine Tochter Anna kam die Herrschaft an ihren Ehemann Ulrich Marschall von Pappenheim († 1539), der 1518 von Kaiser Maximilian I. mit der Herrschaft Schwindegg belehnt wurde. 1553 wurde Annas Sohn Veit zu Pappenheim Besitzer der Hofmark Schwindegg. Im Jahr 1591 verkaufte der in Schwindegg geborene Veit zu Pappenheim das Anwesen samt Schloss an den Ritter Sebastian von Haunsperg. Der geschlossene Vierflügelbau mit Ecktürmen und Torturm wurde 1594 bis 1620 auf bereits älterer Grundlage erbaut. Zum Schloss gehört das sogenannte Vorschloss mit zwei Stalltrakten aus der Zeit um 1750 und der Schlosspark aus dem 19. Jahrhundert. Das Schloss befindet sich in Privatbesitz und ist nicht öffentlich zugänglich. Direkt um das Schloss stehen ehemalige Wohn- oder Wirtschaftsgebäude aus dem 17. und 18. Jahrhundert, die zum geschützten Schlossensemble gehören.
Im Zuge der Verwaltungsreformen in Bayern entstand mit dem Gemeindeedikt von 1818 die heutige Gemeinde.
Mit der Gemeinde Obertaufkirchen wurde 1978 die Verwaltungsgemeinschaft Schwindegg gebildet, die zum 31. Dezember 1993 aufgelöst wurde.

### Eingemeindungen
Im Jahr 1973 wurden im Rahmen der Gemeindegebietsreform die Verwaltung und große Teile der ehemaligen Gemeinde Walkersaich eingegliedert.
Am 1. Mai 1978 wurden die Gemeindeteile Endsberg und Stetten der aufgelösten Gemeinde Tegernbach eingegliedert.

### Einwohnerentwicklung
Zwischen 1988 und 2018 wuchs die Gemeinde von 2726 auf 3588 um 862 Einwohner bzw. um 31,6 %.

## Politik

### Bürgermeister
Erster Bürgermeister ist seit 1. Mai 2020 Roland Kamhuber (CSU).

### Gemeinderat
Derzeit besteht der Gemeinderat aus fünf Fraktionen: CSU mit fünf Mitgliedern, FWG/UWG mit vier Mitgliedern, Bürgerliste Schwindegg mit drei Mitgliedern und Einig Walkersaich/Wörth sowie Grüne mit je zwei Mitgliedern.

### Wappen
| | Blasonierung: „In Blau ein silbernes Schlossgebäude mit zwei Zwiebeltürmen, darüber zwei schräg gekreuzte goldene Buchenblätter mit den Stielen nach oben.“ |
| Wappenbegründung: Dominierend im Wappen ist eine stilisierte Ansicht des Schlosses, welches das Ortsbild von Schwindegg mit seiner großen Anlage prägt. Die beiden gekreuzten Buchenblätter über dem Schloss waren früher im Ortswappen von Walkersaich enthalten. Die Zustimmung zur Führung dieses Wappens erfolgte durch die Regierung von Oberbayern am 8. August 1977. | |

## Kultur und Sehenswürdigkeiten

### Bauwerke
- Schloss Schwindegg ist ein ortsbildprägendes Renaissance-Wasserschloss in der Ortsmitte.
- Kirche Schwindegg
- die gotische Filialkirche St. Martin im Ortsteil Loinbruck.

### Vereine
- Sportverein Schwindegg e. V. (u. a. Basketball, Fußball, Leichtathletik, Skifahren, Stockschießen, Turnen, Volleyball)
- Tennis-Club-Schwindegg e. V.
- Schützengesellschaft Goldaria Schwindegg e. V.
- Musikkapelle Schwindegg e. V.
- Freiwillige Feuerwehr Schwindegg e. V.
- Kulturverein Schwindegg e. V.
- Fluderer Schwindach e. V.
- Malawi-Hilfe Schwindegg e. V.

## Infrastruktur

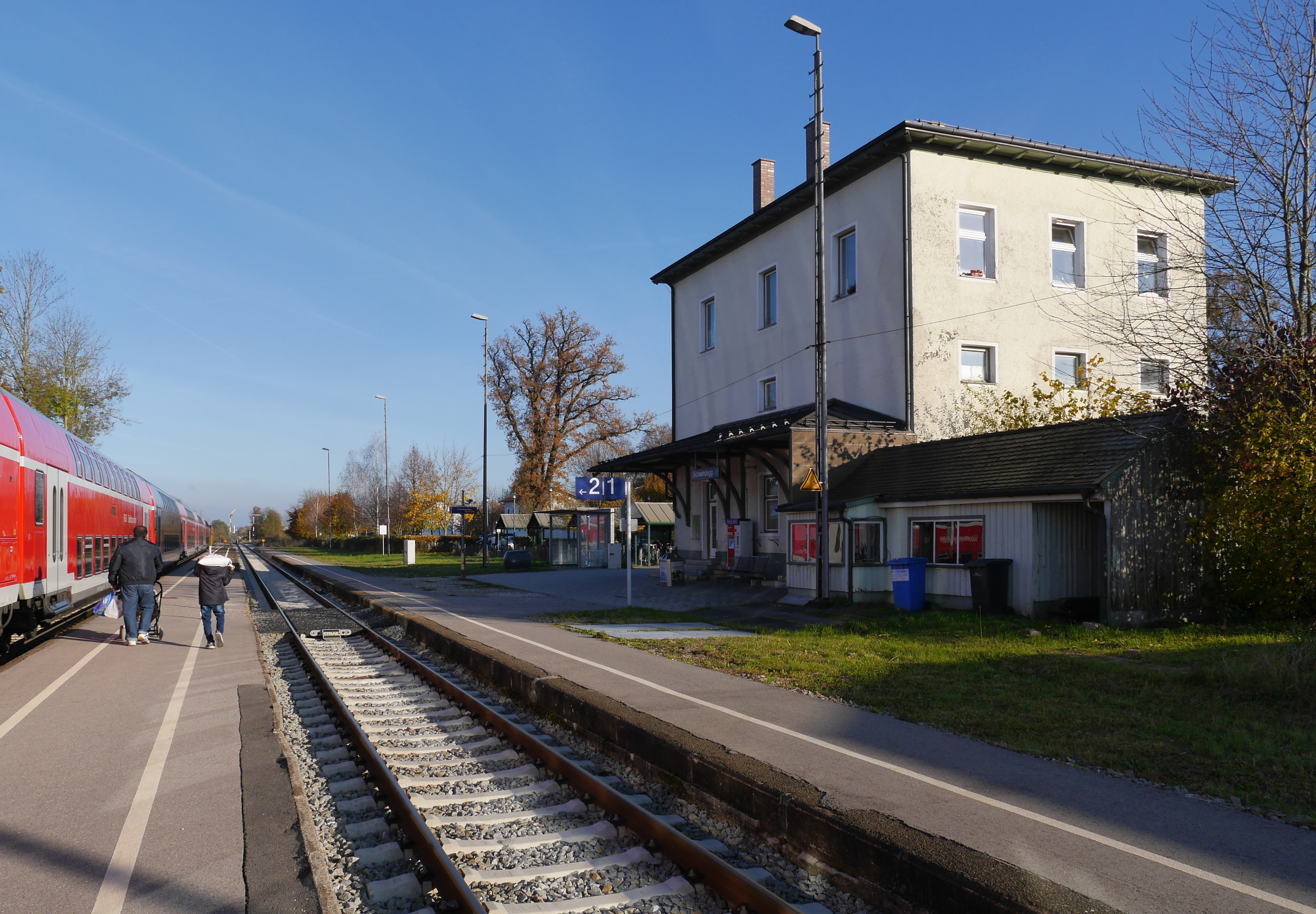
Bahnhof Schwindegg (2016); Blickrichtung Osten

Durch das Gemeindegebiet verläuft die Bahnstrecke München–Simbach, an der sich westlich des Ortszentrums der Bahnhof Schwindegg befindet. Die Königlich Bayerischen Staatseisenbahnen nahmen die Bahnstrecke und den Bahnhof am 1. Mai 1871 in Betrieb. Der Bahnhof wird im Stundentakt, in den Hauptverkehrszeiten im Halbstundentakt, durch Regionalbahnen der Südostbayernbahn zwischen München und Mühldorf bedient.
Ende 2006 wurde die nördliche Ortsumgehung der Staatsstraße 2084 fertiggestellt, um die Ortschaft vom Durchgangsverkehr  zu entlasten. Autofahrer können den Ort somit über eine ca. 4 Kilometer lange Straße umgehen. Des Weiteren wurde 2008 der umfassende Hochwasserschutzdamm für die Sicherung des gesamten Ortes Schwindegg fertiggestellt.
Im südlichen Gemeindegebiet verläuft die am 1. Oktober 2019 eröffnete A 94 (München-Pocking) mit der Schwindegg über die Anschlussstelle 16 angebunden ist. Die B 15n, deren Bau derzeit (Stand: Februar 2015) jedoch nicht weiter verfolgt wird, würde Schwindegg in einem der angedachten Trassenverläufe im Osten tangieren.

## Persönlichkeiten
- Veit zu Pappenheim (1535–1600), Reichserbmarschall im Heiligen Römischen Reich.
- Simon Schott (1917–2010), Barpianist und Autor
- Jonas Folger (* 1993), Motorradfahrer in der MotoGP-Weltmeisterschaft